# Guy (film, 1997)
Pour les articles homonymes, voir Guy.
Pour plus de détails, voir Fiche technique et Distribution.
Guy est un film dramatique américain de Michael Lindsay-Hogg, sorti en 1997.

## Fiche technique
- Titre : Guy
- Réalisation : Michael Lindsay-Hogg
- Scénario : Kirby Dick
- Production : Renée Missel et Vincent D'Onofrio
- Musique : Jeff Beal
- Photographie : Vernon Layton
- Montage : Dody Dorn
- Société de production : Propaganda Films
- Société de distribution : PolyGram Filmed Entertainment
- Pays de production :  États-Unis
- Langue originale : anglais
- Format : Couleur - 35 mm
- Genre : Drame
- Durée : 97 minutes
- Dates de sortie :
  -  États-Unis : 17 décembre 1997

## Distribution
- Vincent D'Onofrio : Guy
- Hope Davis : Camera
- Kimber Riddle : Veronica
- Diane Salinger : Gail
- Richard Portnow : Al
- Valente Rodriguez (en) : Low Rider
- Michael Massee : Mark
- John F. O'Donohue : Un détective
- Lucy Lui : Une femme à Newstand
- Sandy Martin : lui-même